# 園田裕久
園田 裕久（そのだ やすひさ、1937年4月6日 - ）は、日本の俳優、司会者、ナレーター。本名は同じ。
満洲国奉天市生まれ、大分県育ち。大分県立大分工業高等学校卒業。劇団東芸、劇団俳優小劇場、田村企画、オフィス三井を経て、三喜プロモーションに所属。

## 来歴・人物
1957年に上京後、友人が芝居をやっていたことから自分も一緒に演劇の道に進む。
1968年、俳優小劇場入団（1972年退団）。
特技は動物の声帯模写。

## 出演

### テレビ出演
- 怪奇大作戦 第9話「散歩する首」（1968年、TBS / 円谷プロ） - 西浜消防団
- お庭番（1968年、NTV）
- 鬼平犯科帳 第2シリーズ 第13話「雨乞い庄右衛門」（1971年、NET / 東宝） - でくの安五郎
- ワイルド7（1972年、NTV）
- 火曜日の女シリーズ / ある朝、突然に…（1972年、NTV）- 小池
- 必殺シリーズ（ABC / 松竹）
  - 必殺仕掛人 第11話「大奥女中殺し」（1972年） - 音吉
  - 新・必殺仕置人 第9話「悪縁無用」（1977年） - 長次
- 仮面ライダー 第88話「怪奇 血を呼ぶ黒猫の絵!」（1972年、MBS / 東映） - ゲルショッカー工作員
- 太陽にほえろ!（NTV）
  - 第50話「俺の故郷は東京だ!」（1973年） - 本田誠司
  - 第122話「信念に賭けろ!」（1974年） - 上田
  - 第136話「生命を燃やす時」（1975年） - 竹田勝正
  - 第294話「逮捕」（1978年） - 千葉広
  - 第349話「見知らぬ乗客」（1979年） - 佐々木（毎教新聞社）
  - 第641話「二度死んだ女」（1985年） - 日高敏治
- 影同心 （1975年、MBS / 東映） - 横網町の文造
- 大江戸捜査網 第242話「大暴れ娘かわら版」（1975年、12ch / 三船プロ） - 梅吉
- 遠山の金さん (テレビ朝日) 第1シリーズ（～100話） - 権太（駕籠かき）
- 新・坊ちゃん (1975年、NHK) - うらなり
- 敬礼!さわやかさん （1975 - 76年、ANB）
- 5年3組魔法組（1976年 - 1977年、ANB） - 森本三郎先生（カンザブロー先生）
- 桃太郎侍 （1976 - 1981年、NTV）
  - 第8話「この芋五十六文なり」 - 惣助
  - 第57話「達磨と鬼神がやって来た」 - 紋太郎
- 金曜ドラマ / 岸辺のアルバム 第5話（1977年、TBS） - 川田祐作
- 土曜ドラマ（NHK）
  - 兄とその妹（1978年） - 行田
  - 優しい時代（1978年） - 巻村哲雄
- 暴れん坊将軍（ANB）
  - 吉宗評判記 暴れん坊将軍（1978年 - 1982年） - 源三（め組の小頭）
  - 暴れん坊将軍II 第1話「一番神輿が俺を呼ぶ」 - 第66話「纏に誓ったやせ我慢」（1983年 - 1984年） - 源三（め組の小頭）※降板後は度々ゲスト出演をしている。
  - 暴れん坊将軍III
    - 第11話「河原の黄金を盗んだ奴!」（1988年） - 吉兵衛
    - 第30話「阿呆と呼ばれた名将軍」（1988年） - 伊之助
    - SP「初富士の花嫁、吉宗の禁じられた恋!」（1989年） - 笠次郎
    - 第64話「雪姫けんか珍道中」（1989年） - 京極若狭守
    - 第97話「将軍琉球へ渡る 天下分け目の決闘」（500回スペシャル） - 易者
    - 第121話「無念を晴らした南蛮大魔術!」（1990年） - 甚九郎

  - 暴れん坊将軍IV（1991年）
    - 第8話「逃げた花嫁」 - 三州屋喜兵衛
    - 第31話「お役者新さん 花の回り舞台!」 - 坂東桐太郎
    - SP「隠された壱千万両 家康の埋蔵金を追え!」 - 茂三郎

  - 暴れん坊将軍V（1993年）
    - 第3話「狙われた氷の美女」 - 伝兵衛
    - 第18話「熱き血汐の乙女飛脚」 - 春喜屋仁兵衛

  - 暴れん坊将軍VI
    - 第10話「おいらん高尾太夫の正夢」（1994年） - 阿波屋太兵衛
    - 第26話「吉宗、見参! 女剣士の挑戦状」（1995年） - 狭山勘助

  - 暴れん坊将軍VII 第4話「花の吉原 空飛ぶおいらん」（1996年） - 歌吉
  - 暴れん坊将軍VIII 第4話「妖しく光る銀かんざし 出合い茶屋の女」（1997年） - 相模屋角兵衛
- Gメン'75 第164話「消えた乳母の赤ちゃん」（1978年、TBS / 東映） - 下山武志
- 土曜グランド劇場（NTV）
  - ちょっとマイウェイ 第3話「株式会社“ひまわり亭”よ!」（1979年） - 山下
  - 熱中時代
    - 刑事編 第19話「敵ながら天晴れ! 声色サギ」（1979年） - 中川照三
    - 先生編 第2シリーズ 第24話「サンタクロースとマッチ売りの少女」（1980年） - 高岡昌一

  - 事件記者チャボ!（1983年） - 板西源次郎
- 連続テレビ小説 / マー姉ちゃん（1979年、NHK）- 村田
- 花よめは16歳 第7話「大事件!花むこがお見合い」第28話「的中!!ラブラブ星占い」（1980年）
- 新五捕物帳 第147話「むねに灯す母の顔」（1980年、NTV） - 弥吉
- ポーラテレビ小説 / 愛をひとつまみ（1981年 - 1982年、TBS） - そば屋
- 大河ドラマ / 峠の群像（1982年、NHK） - 横川勘平
- 大岡越前（TBS / C.A.L）
  - 第6部 第31話「呪われた縁談」（1982年10月4日） - 仁吉
  - 第11部 第6話「鱈に当たった変な奴」（1990年5月28日） - 久造
- 水戸黄門（TBS / C.A.L）
  - 第13部 第12話「伊勢参り 娘初春七変化 -伊勢-」（1983年1月3日） - 八五郎
  - 第18部 第26話「怨念渦巻く祭の宿 -豊川-」（1989年3月13日） - 多吉
  - 第22部 （1993年）
    - 第2話「旅のはじめの鬼退治　-佐倉-」 - 勘作
    - 第9話「天狗に狙われた娘 -新宮-」 - 宇平

  - 第23部 第16話「八兵衛夢見た若旦那 -宮津-」（1994年） - 喜助
  - 第25部 第24話「藩を救った反魂丹 -富山-」（1997年） - 八重崎屋
  - 第28部 第21話「意地と涙の人形芝居 -淡路-」（2000年） - 上村源之丞
  - 第29部 第20話「岸壁に祈る母 -柏崎-」（2001年） - 米蔵
  - 第30部 第23話「いい湯だよお母さん -由布院-」（2002年） - 治兵衛
  - 第33部 第8話「陰謀暴いた忍ぶ恋 -淡路-」（2004年） - 徳兵衛
  - 第34部 第19話「浪花女は銭の神様 -三春-」（2005年） - 藤兵衛
  - 第35部 第3話「謎の美女の危険な賭け -高知-」（2005年） - 喜助
- 時代劇スペシャル / 仕掛人・藤枝梅安 第6作「梅安岐れ道」（1983年、CX / 東宝）
- 星雲仮面マシンマン 第4話「魔法の石焼きイモ」（1984年、NTV / 東映） - 留吉
- 火曜サスペンス劇場
  - 心身症の犬（1985年） - 定期連絡船係員
  - 追跡 第3作「ふたつの生活とふたつの愛」（1998年） - 米山正弘
  - 那須・四季通信（2005年）
- 巨獣特捜ジャスピオン 第23話「魔の手があやつる世紀の巨獣ショー」（1985年、ANB / 東映） - 矢田矢作
- 誇りの報酬 第19話「芹沢刑事・怒りの追跡」（1986年、NTV / 東宝） -丸田高雄
- 特捜最前線 第507話「橘警部・父と子の十字架」（1987年、ANB） - 刑務官
- ザ・ハングマン6 第6話「高熱レーザーで体を焼き切れ!」（1987年、ABC） - 篠田公一（北島）
- 土曜ワイド劇場（ANB）
  - 辻真先の婚約旅行殺人事件シリーズ 第5作「九州婚約旅行殺人事件」（1988年）
  - 夜間検証（1997年）- 村田事務官
- 銀河テレビ小説 / 総務部総務課山口六平太 第3話、第13話（1988年、NHK） - 小原秘書室長
- 忠臣蔵
- ドラマスペシャル / 1970ぼくたちの青春（1991年、CX）
- 火曜ワイドスペシャル / ダウンタウンのごっつええ感じ2（1991年、CX）
- 仕掛人・藤枝梅安「弐 梅安仕掛針」（1991年、CX） - 料亭「井筒」亭主・平助
- 銭形平次
  - 第2シリーズ 第1話「黒衣の笛」（1992年）
  - 第3シリーズ 第15話「ひょうたん供養」（1993年） - 駒三郎
  - 第4シリーズ 第2話「吉凶ちょうちん」（1994年） - 忠七
- 腕におぼえあり2（1992年、NHK） - 宇兵衛
- 西遊記 第6話「霊界からよみがえった妖怪」（1994年、NTV） - 南大
- 名奉行 遠山の金さん 第6シリーズ 第20話「夫の情死を探る妻」（1994年、ANB / 東映） - 石川堂
- 騎馬奉行がゆく!（1995年、NTV）
- 鬼平犯科帳 第7シリーズ 第14話「逃げた妻」（1997年、CX / 松竹） - 宗六
- 夜桜お染 第3話「姫君と浪人」（2003年） - 西海屋四郎兵衛
- 月曜ミステリー劇場 / 世直し公務員ザ・公証人 第5作（2005年、TBS） - 添田末男
- 相棒（EX / 東映）
  - season6 第1話「複眼の法廷」（2007年10月24日	） - 関貞好 役
  - season11 第8話「棋風」（2012年12月5日） - 曾根崎邦夫 役

### 映画
- 肉弾 （1968年、ATG） - 教師
- 無頼漢 （1970年、東宝） - 峰昌
- 激動の昭和史 沖縄決戦（1971年、東宝） - 師範の配属将校[5]
- 天保水滸伝 大原幽学（1976年、富士映画） - 伴蔵
- 皇帝のいない八月（1978年、松竹） - 専務車掌（さくら号乗員）
- 復讐するは我にあり （1979年、松竹） - 桑田警部補
- 遥かなる山の呼び声（1980年、松竹） - 競馬場の刑事A
- 男はつらいよ（松竹）
  - 男はつらいよ 寅次郎あじさいの恋 （1982年） - 出版関係の男
  - 男はつらいよ 寅次郎恋愛塾 （1985年） - 印刷会社面接官
- ぬくもり （1985年）
- ウェルター（1987年、東宝） - 杉谷
- 釣りバカ日誌シリーズ（松竹） - 草森秘書室長
  - 釣りバカ日誌 （1988年、松竹）
  - 釣りバカ日誌2 （1989年、松竹）
  - 釣りバカ日誌3 （1990年、松竹）
  - 釣りバカ日誌5 （1992年、松竹）
  - 釣りバカ日誌6 （1993年、松竹）
- 中指姫 俺たちゃどうなる?（1993年、松竹） - うどん屋の店主
- 学校III （1998年、松竹） - ビル管理主任

### 吹き替え
- 死刑台のメロディ - ニコラ・サッコ〈リカルド・クッチョーラ〉

### 舞台
- 日と火と碑と人（劇団俳優小劇場）1969年10月1日 - 5日 紀伊国屋ホール
- 俺達は天使じゃない
- 死神
- 暴れん坊将軍
- 雨あがる
- シュガー
- 弁慶